# Crockett megye (Texas)
Crockett megye az Amerikai Egyesült Államokban, azon belül Texas államban található. Megyeszékhelye és legnagyobb városa Ozona. Lakosainak száma 3098 fő (2020. április 1.). Crockett megye Schleicher, Reagan, Upton, Irion, Sutton, Val Verde, Terrell, Crane és Pecos megyékkel határos.

## Népesség
A megye népességének változása:
| Lakosok száma | 3709 | 3679 | 3732 | 3807 | 3710 | 3564 | 3098 |
|               | 2010 | 2011 | 2012 | 2013 | 2015 | 2017 | 2020 |